# Fideris
Fideris är en ort och kommun i regionen Prättigau/Davos i kantonen Graubünden, Schweiz. Kommunen har 618 invånare (2023). Den ligger i mittre delen av dallandskapet Prättigau. 